# Coppa dei Paesi Bassi 2023-2024 (pallavolo maschile)
La Coppa dei Paesi Bassi 2023-2024, 51ª edizione della coppa nazionale olandese di pallavolo maschile, si è svolta dal 16 settembre 2023 al 1º aprile 2024: al torneo hanno partecipato 67 squadre di club olandesi e la vittoria finale è andata per la quarta volta all'Orion.

## Regolamento
Il torneo prevede una fase preliminare, dove partecipano club impegnati nei tornei provinciali e amatoriali, prendendo parte a:
- Primo round, con le formazioni divise in gironi che si sfidano in un round-robin, dal quale avanzano al turno successivo solo le prime classificate (o le prime due nei gironi da quattro squadre);
- Secondo round, con le formazioni divise in gironi che si sfidano in un round-robin, dal quale avanzano al turno successivo solo le prime classificate (o le prime due nei gironi da quattro squadre);
- Terzo turno, in gara unica.

Vi è poi la fase finale, che vede la partecipazione dei club di Eredivisie, prendendo parte a:
- Ottavi di finale, in gara unica;
- Quarti di finale, in gara unica;
- Semifinali, con gare di andata e ritorno;
- Finale, in gara unica.

## Squadre partecipanti
| - AVVA - Alterno - Amsterdam - Atak '55 - Avior - Barchemse - Blauw Wit - Capelle - Compaen - DIO Bedum - Donitas - Donki Sjot - Dynamo Apeldoorn - Dynamo Apeldoorn 2 - Emmen'95 - Flash - Gemini-Kangeroes | - Hovoc - Huizen - Inter Rijswijk - Irene - Jokers - Keistad - Lek en IJssel - Limax - Lokomotiv Hydra - Lycurgus - Madjoe - Next Volley Dordrecht - Olhaco - Orion - Orion 2 - Peelpush - Pegasus | - Polaris - Protos - Punch - Rebelle - Rijnwijker - Ritola - SSS - Set Up - Shot - Skunk - Sliedrecht - Sliedrecht 2 - Sneek - Sovoco - Spaarnestad - Stentor - Sudosa-Desto | - Taurus - Tilburg - Trivos - Utrecht - VIVES - Veracles - VoCASA - VoCASA 2 - Voorsterslag - Vovem'90 - WIK - WIK 2 - Webton Hengelo - Woerden - ZVH - Zaanstad |

## Torneo

### Fase preliminare

#### Round 1

##### Girone A

###### Risultati
| 16 settembre 2023 Sportcentrum Schuttersveld, Sneek Durata: ? - Spettatori: ? | Lokomotiv Hydra | 2 - 3 | Donitas         | 25-23, 25-19, 22-25, 20-25, 5-15 |
| 16 settembre 2023 Sportcentrum Schuttersveld, Sneek Durata: ? - Spettatori: ? | Donitas         | 3 - 1 | Ritola          | 26-24, 25-22, 20-25, 25-23       |
| 16 settembre 2023 Sportcentrum Schuttersveld, Sneek Durata: ? - Spettatori: ? | Ritola          | 0 - 3 | Lokomotiv Hydra | 21-25, 20-25, 20-25              |

###### Classifica
| Pos. | Squadra         | Pt | G | V | P | SV | SP | Ratio | PF  | PS  | Ratio |
| ---- | --------------- | -- | - | - | - | -- | -- | ----- | --- | --- | ----- |
| 1    | Donitas         | 6  | 2 | 2 | 0 | 6  | 3  | 0,500 | 203 | 191 | 1,062 |
| 2    | Lokomotiv Hydra | 5  | 2 | 1 | 1 | 5  | 3  | 1,666 | 172 | 168 | 1,023 |
| 3    | Ritola          | 1  | 2 | 0 | 2 | 1  | 6  | 0,166 | 155 | 171 | 0,906 |

##### Girone B

###### Risultati
| 16 settembre 2023 Esdalhal, Emmen Durata: ? - Spettatori: ? | Stentor  | 3 - 0 | Emmen'95 | 25-23, 25-17, 35-33               |
| 16 settembre 2023 Esdalhal, Emmen Durata: ? - Spettatori: ? | Veracles | 3 - 2 | Stentor  | 21-25, 20-25, 25-23, 25-22, 15-12 |
| 16 settembre 2023 Esdalhal, Emmen Durata: ? - Spettatori: ? | Emmen'95 | 0 - 3 | Veracles | 20-25, 19-25, 17-25               |

###### Classifica
| Pos. | Squadra  | Pt | G | V | P | SV | SP | Ratio | PF  | PS  | Ratio |
| ---- | -------- | -- | - | - | - | -- | -- | ----- | --- | --- | ----- |
| 1    | Veracles | 6  | 2 | 2 | 0 | 6  | 2  | 3,000 | 181 | 163 | 1,110 |
| 2    | Stentor  | 5  | 2 | 1 | 1 | 5  | 3  | 1,666 | 192 | 179 | 1,072 |
| 3    | Emmen'95 | 0  | 2 | 0 | 2 | 0  | 6  | 0,000 | 129 | 160 | 0,806 |

##### Girone C

###### Risultati
| 16 settembre 2023 Bosbadhal, Emmeloord Durata: ? - Spettatori: ? | Set Up       | 2 - 0 | Vovem'90     | 26-24, 25-22        |
| 16 settembre 2023 Bosbadhal, Emmeloord Durata: ? - Spettatori: ? | Voorsterslag | 2 - 0 | Flash        | 25-17, 25-15        |
| 16 settembre 2023 Bosbadhal, Emmeloord Durata: ? - Spettatori: ? | Vovem'90     | 1 - 2 | Flash        | 23-25, 25-16, 11-15 |
| 16 settembre 2023 Bosbadhal, Emmeloord Durata: ? - Spettatori: ? | Voorsterslag | 2 - 0 | Set Up       | 25-19, 25-22        |
| 16 settembre 2023 Bosbadhal, Emmeloord Durata: ? - Spettatori: ? | Vovem'90     | 0 - 2 | Voorsterslag | 23-25, 23-25        |
| 16 settembre 2023 Bosbadhal, Emmeloord Durata: ? - Spettatori: ? | Flash        | 1 - 2 | Set Up       | 25-13, 20-25, 14-16 |

###### Classifica
| Pos. | Squadra      | Pt | G | V | P | SV | SP | Ratio | PF  | PS  | Ratio |
| ---- | ------------ | -- | - | - | - | -- | -- | ----- | --- | --- | ----- |
| 1    | Voorsterslag | 6  | 3 | 3 | 0 | 6  | 0  | MAX   | 150 | 119 | 1,260 |
| 2    | Set Up       | 4  | 3 | 2 | 1 | 4  | 3  | 1,333 | 146 | 155 | 0,941 |
| 3    | Flash        | 3  | 3 | 1 | 2 | 3  | 5  | 0,600 | 147 | 163 | 0,901 |
| 4    | Vovem'90     | 1  | 3 | 0 | 3 | 1  | 6  | 0,166 | 151 | 157 | 0,961 |

##### Girone D

###### Risultati
| 16 settembre 2023 Sporthal de Reiger, Groot-Ammers Durata: ? - Spettatori: ? | Woerden | 2 - 3 | WIK     | 25-19, 24-26, 25-16, 22-25, 11-15 |
| 16 settembre 2023 Sporthal de Reiger, Groot-Ammers Durata: ? - Spettatori: ? | AVVA    | 3 - 2 | Woerden | 25-22, 14-25, 19-25, 25-16, 15-11 |
| 16 settembre 2023 Sporthal de Reiger, Groot-Ammers Durata: ? - Spettatori: ? | WIK     | 0 - 3 | AVVA    | 23-25, 23-25, 23-25               |

###### Classifica
| Pos. | Squadra | Pt | G | V | P | SV | SP | Ratio | PF  | PS  | Ratio |
| ---- | ------- | -- | - | - | - | -- | -- | ----- | --- | --- | ----- |
| 1    | AVVA    | 6  | 3 | 2 | 0 | 6  | 2  | 3,000 | 173 | 168 | 1,029 |
| 2    | Woerden | 4  | 3 | 0 | 2 | 4  | 6  | 0,666 | 206 | 199 | 1,035 |
| 3    | WIK     | 3  | 3 | 1 | 1 | 3  | 5  | 0,600 | 170 | 182 | 0,934 |

##### Girone E

###### Risultati
| 16 settembre 2023 't Onderschoer, Barchem Durata: ? - Spettatori: ? | Rebelle   | 0 - 2 | Barchemse | 24-26, 20-25        |
| 16 settembre 2023 't Onderschoer, Barchem Durata: ? - Spettatori: ? | Sovoco    | 2 - 0 | Protos    | 25-21, 26-24        |
| 16 settembre 2023 't Onderschoer, Barchem Durata: ? - Spettatori: ? | Barchemse | 2 - 1 | Protos    | 25-18, 17-25, 15-12 |
| 16 settembre 2023 't Onderschoer, Barchem Durata: ? - Spettatori: ? | Sovoco    | 2 - 1 | Rebelle   | 15-25, 25-22, 15-9  |
| 16 settembre 2023 't Onderschoer, Barchem Durata: ? - Spettatori: ? | Barchemse | 0 - 2 | Sovoco    | 18-25, 17-25        |
| 16 settembre 2023 't Onderschoer, Barchem Durata: ? - Spettatori: ? | Protos    | 2 - 0 | Rebelle   | 25-23, 25-19        |

###### Classifica
| Pos. | Squadra   | Pt | G | V | P | SV | SP | Ratio | PF  | PS  | Ratio |
| ---- | --------- | -- | - | - | - | -- | -- | ----- | --- | --- | ----- |
| 1    | Sovoco    | 6  | 3 | 3 | 0 | 6  | 1  | 6,000 | 156 | 136 | 1,147 |
| 2    | Barchemse | 4  | 3 | 2 | 1 | 4  | 3  | 1,333 | 143 | 149 | 0,959 |
| 3    | Protos    | 3  | 3 | 1 | 2 | 3  | 4  | 0,750 | 150 | 150 | 1,000 |
| 4    | Rebelle   | 1  | 3 | 0 | 3 | 1  | 6  | 0,166 | 142 | 156 | 0,910 |

##### Girone F

###### Risultati
| 16 settembre 2023 Sporthal Kees Boekehal, Bilthoven Durata: ? - Spettatori: ? | Compaen    | 1 - 2 | Irene      | 25-14, 20-25, 9-15  |
| 16 settembre 2023 Sporthal Kees Boekehal, Bilthoven Durata: ? - Spettatori: ? | Rijnwijker | 2 - 0 | Amsterdam  | 25-23, 25-22        |
| 16 settembre 2023 Sporthal Kees Boekehal, Bilthoven Durata: ? - Spettatori: ? | Rijnwijker | 0 - 2 | Compaen    | 24-26, 25-27        |
| 16 settembre 2023 Sporthal Kees Boekehal, Bilthoven Durata: ? - Spettatori: ? | Irene      | 2 - 0 | Amsterdam  | 25-16, 26-24        |
| 16 settembre 2023 Sporthal Kees Boekehal, Bilthoven Durata: ? - Spettatori: ? | Irene      | 1 - 2 | Rijnwijker | 19-25, 25-7, 12-15  |
| 16 settembre 2023 Sporthal Kees Boekehal, Bilthoven Durata: ? - Spettatori: ? | Amsterdam  | 1 - 2 | Compaen    | 21-25, 25-19, 15-17 |

###### Classifica
| Pos. | Squadra    | Pt | G | V | P | SV | SP | Ratio | PF  | PS  | Ratio |
| ---- | ---------- | -- | - | - | - | -- | -- | ----- | --- | --- | ----- |
| 1    | Irene      | 5  | 3 | 2 | 1 | 5  | 3  | 1,666 | 161 | 141 | 1,141 |
| 2    | Compaen    | 5  | 3 | 2 | 1 | 5  | 3  | 1,666 | 168 | 164 | 1,024 |
| 3    | Rijnwijker | 4  | 3 | 2 | 1 | 4  | 3  | 1,333 | 146 | 154 | 0,948 |
| 4    | Amsterdam  | 1  | 3 | 0 | 3 | 1  | 6  | 0,166 | 146 | 162 | 0,901 |

##### Girone G

###### Risultati
| 16 settembre 2023 Sporthal de Reiger, Groot-Ammers Durata: ? - Spettatori: ? | Lek en IJssel | 0 - 3 | WIK 2         | 17-25, 19-25, 24-26               |
| 16 settembre 2023 Sporthal de Reiger, Groot-Ammers Durata: ? - Spettatori: ? | WIK 2         | 3 - 2 | Punch         | 25-22, 26-24, 20-25, 22-25, 17-15 |
| 16 settembre 2023 Sporthal de Reiger, Groot-Ammers Durata: ? - Spettatori: ? | Punch         | 0 - 3 | Lek en IJssel | 21-25, 23-25, 20-25               |

###### Classifica
| Pos. | Squadra       | Pt | G | V | P | SV | SP | Ratio | PF  | PS  | Ratio |
| ---- | ------------- | -- | - | - | - | -- | -- | ----- | --- | --- | ----- |
| 1    | WIK 2         | 6  | 2 | 2 | 0 | 6  | 2  | 3,000 | 186 | 171 | 1,087 |
| 2    | Lek en IJssel | 3  | 2 | 1 | 1 | 3  | 3  | 1,000 | 135 | 140 | 0,964 |
| 3    | Punch         | 2  | 2 | 0 | 2 | 2  | 6  | 0,333 | 175 | 185 | 0,945 |

##### Girone H

###### Risultati
| 16 settembre 2023 Sporthal De Scheg, Deventer Durata: ? - Spettatori: ? | Alterno   | 3 - 2 | Avior     | 25-22, 18-25, 21-25, 25-21, 15-10 |
| 16 settembre 2023 Sporthal De Scheg, Deventer Durata: ? - Spettatori: ? | Blauw Wit | 0 - 3 | Alterno   | 17-25, 18-25, 17-25               |
| 16 settembre 2023 Sporthal De Scheg, Deventer Durata: ? - Spettatori: ? | Avior     | 3 - 1 | Blauw Wit | 22-25, 25-22, 25-20, 25-20        |

###### Classifica
| Pos. | Squadra   | Pt | G | V | P | SV | SP | Ratio | PF  | PS  | Ratio |
| ---- | --------- | -- | - | - | - | -- | -- | ----- | --- | --- | ----- |
| 1    | Alterno   | 6  | 2 | 2 | 0 | 6  | 2  | 3,000 | 179 | 155 | 1,154 |
| 2    | Avior     | 5  | 2 | 1 | 1 | 5  | 4  | 1,250 | 200 | 191 | 1,047 |
| 3    | Blauw Wit | 1  | 2 | 0 | 2 | 1  | 6  | 0,166 | 139 | 172 | 0,808 |

##### Girone I

###### Risultati
| 16 settembre 2023 Dendron Sporthal, Horst Durata: ? - Spettatori: ? | Shot                  | 1 - 3 | Hovoc                 | 25-23, 20-25, 26-28, 19-25 |
| 16 settembre 2023 Dendron Sporthal, Horst Durata: ? - Spettatori: ? | Next Volley Dordrecht | 3 - 1 | Shot                  | 25-20, 25-19, 22-25, 25-22 |
| 16 settembre 2023 Dendron Sporthal, Horst Durata: ? - Spettatori: ? | Hovoc                 | 0 - 3 | Next Volley Dordrecht | 18-25, 17-25, 19-25        |

###### Classifica
| Pos. | Squadra               | Pt | G | V | P | SV | SP | Ratio | PF  | PS  | Ratio |
| ---- | --------------------- | -- | - | - | - | -- | -- | ----- | --- | --- | ----- |
| 1    | Next Volley Dordrecht | 6  | 2 | 2 | 0 | 6  | 1  | 6,000 | 172 | 140 | 1,228 |
| 2    | Hovoc                 | 3  | 2 | 1 | 1 | 3  | 4  | 0,750 | 155 | 165 | 0,939 |
| 3    | Shot                  | 2  | 2 | 0 | 2 | 2  | 6  | 0,333 | 176 | 198 | 0,888 |

##### Girone J

###### Risultati
| 16 settembre 2023 Sporthal De Heeg, Maastricht Durata: ? - Spettatori: ? | Polaris  | 0 - 2 | Jokers   | 19-25, 12-25        |
| 16 settembre 2023 Sporthal De Heeg, Maastricht Durata: ? - Spettatori: ? | Atak '55 | 0 - 2 | Trivos   | 22-25, 16-25        |
| 16 settembre 2023 Sporthal De Heeg, Maastricht Durata: ? - Spettatori: ? | Jokers   | 2 - 0 | Trivos   | 25-17, 25-13        |
| 16 settembre 2023 Sporthal De Heeg, Maastricht Durata: ? - Spettatori: ? | Atak '55 | 0 - 2 | Polaris  | 21-25, 14-25        |
| 16 settembre 2023 Sporthal De Heeg, Maastricht Durata: ? - Spettatori: ? | Jokers   | 1 - 2 | Atak '55 | 23-25, 25-17, 12-15 |
| 16 settembre 2023 Sporthal De Heeg, Maastricht Durata: ? - Spettatori: ? | Trivos   | 0 - 2 | Polaris  | 15-25, 17-25        |

###### Classifica
| Pos. | Squadra  | Pt | G | V | P | SV | SP | Ratio | PF  | PS  | Ratio |
| ---- | -------- | -- | - | - | - | -- | -- | ----- | --- | --- | ----- |
| 1    | Jokers   | 5  | 3 | 2 | 1 | 5  | 2  | 2,500 | 160 | 118 | 1,355 |
| 2    | Polaris  | 4  | 3 | 2 | 1 | 4  | 2  | 2,000 | 131 | 117 | 1,119 |
| 3    | Trivos   | 2  | 3 | 1 | 2 | 2  | 4  | 0,500 | 112 | 138 | 0,811 |
| 4    | Atak '55 | 2  | 3 | 1 | 2 | 2  | 5  | 0,400 | 130 | 160 | 0,812 |

#### Round 2

##### Girone A

###### Risultati
| 21 ottobre 2023 Sporthal De Beemden, Bedum Durata: ? - Spettatori: ? | Stentor   | 0 - 3 | DIO Bedum | 19-25, 26-28, 19-25        |
| 21 ottobre 2023 Sporthal De Beemden, Bedum Durata: ? - Spettatori: ? | Donitas   | 1 - 3 | Stentor   | 25-23, 13-25, 22-25, 19-25 |
| 21 ottobre 2023 Sporthal De Beemden, Bedum Durata: ? - Spettatori: ? | DIO Bedum | 3 - 1 | Donitas   | 27-25, 25-20, 26-28, 25-13 |

###### Classifica
| Pos. | Squadra   | Pt | G | V | P | SV | SP | Ratio | PF  | PS  | Ratio |
| ---- | --------- | -- | - | - | - | -- | -- | ----- | --- | --- | ----- |
| 1    | DIO Bedum | 6  | 2 | 2 | 0 | 6  | 1  | 6,000 | 181 | 150 | 1,206 |
| 2    | Stentor   | 3  | 2 | 1 | 1 | 3  | 4  | 0,750 | 162 | 157 | 1,031 |
| 3    | Donitas   | 2  | 2 | 0 | 2 | 2  | 6  | 0,333 | 165 | 201 | 0,820 |

##### Girone B

###### Risultati
| 21 ottobre 2023 Sporthal Olympus, Assen Durata: ? - Spettatori: ? | Veracles     | 0 - 3 | Sudosa-Desto | 12-25, 17-25, 17-25        |
| 21 ottobre 2023 Sporthal Olympus, Assen Durata: ? - Spettatori: ? | Sneek        | 1 - 3 | Veracles     | 25-20, 22-25, 21-25, 16-25 |
| 21 ottobre 2023 Sporthal Olympus, Assen Durata: ? - Spettatori: ? | Sudosa-Desto | 3 - 1 | Sneek        | 21-25, 25-16, 25-21, 25-15 |

###### Classifica
| Pos. | Squadra      | Pt | G | V | P | SV | SP | Ratio | PF  | PS  | Ratio |
| ---- | ------------ | -- | - | - | - | -- | -- | ----- | --- | --- | ----- |
| 1    | Sudosa-Desto | 6  | 2 | 2 | 0 | 6  | 1  | 6,000 | 171 | 123 | 1,390 |
| 2    | Veracles     | 3  | 2 | 1 | 1 | 3  | 4  | 0,750 | 141 | 159 | 0,886 |
| 3    | Sneek        | 2  | 2 | 0 | 2 | 2  | 6  | 0,333 | 161 | 191 | 0,842 |

##### Girone C

###### Risultati
| 21 ottobre 2023 Sporthal De Drecht, Enkhuizen Durata: ? - Spettatori: ? | Compaen         | -     | Madjoe          | Incontro annullato  |
| 21 ottobre 2023 Sporthal De Drecht, Enkhuizen Durata: ? - Spettatori: ? | Lokomotiv Hydra | -     | Compaen         | Incontro annullato  |
| 21 ottobre 2023 Sporthal De Drecht, Enkhuizen Durata: ? - Spettatori: ? | Madjoe          | 3 - 0 | Lokomotiv Hydra | 25-15, 25-12, 25-16 |

###### Classifica
| Pos. | Squadra         | Pt                                  | G                                   | V                                   | P                                   | SV                                  | SP                                  | Ratio                               | PF                                  | PS                                  | Ratio                               |
| ---- | --------------- | ----------------------------------- | ----------------------------------- | ----------------------------------- | ----------------------------------- | ----------------------------------- | ----------------------------------- | ----------------------------------- | ----------------------------------- | ----------------------------------- | ----------------------------------- |
| 1    | Madjoe          | 3                                   | 1                                   | 1                                   | 0                                   | 3                                   | 0                                   | MAX                                 | 75                                  | 43                                  | 1,744                               |
| 2    | Lokomotiv Hydra | 0                                   | 1                                   | 0                                   | 1                                   | 0                                   | 3                                   | 0,000                               | 43                                  | 75                                  | 0,573                               |
| 3    | Compaen         | Esclusa dalla classifica per ritiro | Esclusa dalla classifica per ritiro | Esclusa dalla classifica per ritiro | Esclusa dalla classifica per ritiro | Esclusa dalla classifica per ritiro | Esclusa dalla classifica per ritiro | Esclusa dalla classifica per ritiro | Esclusa dalla classifica per ritiro | Esclusa dalla classifica per ritiro | Esclusa dalla classifica per ritiro |

##### Girone D

###### Risultati
| 21 ottobre 2023 Sporthal De Scheg, Deventer Durata: ? - Spettatori: ? | Set Up | 0 - 3 | Avior  | 20-25, 22-25, 20-25               |
| 21 ottobre 2023 Sporthal De Scheg, Deventer Durata: ? - Spettatori: ? | Olhaco | 3 - 0 | Set Up | 26-24, 25-20, 25-12               |
| 21 ottobre 2023 Sporthal De Scheg, Deventer Durata: ? - Spettatori: ? | Avior  | 2 - 3 | Olhaco | 25-21, 21-25, 25-23, 16-25, 13-15 |

###### Classifica
| Pos. | Squadra | Pt | G | V | P | SV | SP | Ratio | PF  | PS  | Ratio |
| ---- | ------- | -- | - | - | - | -- | -- | ----- | --- | --- | ----- |
| 1    | Olhaco  | 6  | 2 | 2 | 0 | 6  | 2  | 3,000 | 185 | 156 | 1,185 |
| 2    | Avior   | 5  | 2 | 1 | 1 | 5  | 3  | 1,666 | 175 | 171 | 1,023 |
| 3    | Set Up  | 0  | 2 | 0 | 2 | 0  | 6  | 0,000 | 118 | 151 | 0,781 |

##### Girone E

###### Risultati
| 21 ottobre 2023 Sporthal Veldwijk, Hengelo Durata: ? - Spettatori: ? | Dynamo Apeldoorn 2 | 3 - 1 | Webton Hengelo     | 25-17, 28-30, 25-19, 34-32        |
| 21 ottobre 2023 Sporthal Veldwijk, Hengelo Durata: ? - Spettatori: ? | Voorsterslag       | 0 - 3 | Dynamo Apeldoorn 2 | 20-25, 17-25, 14-25               |
| 21 ottobre 2023 Sporthal Veldwijk, Hengelo Durata: ? - Spettatori: ? | Webton Hengelo     | 2 - 3 | Voorsterslag       | 17-25, 25-18, 24-26, 25-18, 13-15 |

###### Classifica
| Pos. | Squadra            | Pt | G | V | P | SV | SP | Ratio | PF  | PS  | Ratio |
| ---- | ------------------ | -- | - | - | - | -- | -- | ----- | --- | --- | ----- |
| 1    | Dynamo Apeldoorn 2 | 6  | 2 | 2 | 0 | 6  | 1  | 6,000 | 187 | 149 | 1,255 |
| 2    | Voorsterslag       | 3  | 2 | 1 | 1 | 3  | 5  | 0,600 | 153 | 179 | 0,854 |
| 3    | Webton Hengelo     | 3  | 2 | 0 | 2 | 3  | 6  | 0,500 | 202 | 214 | 0,943 |

##### Girone F

###### Risultati
| 21 ottobre 2023 VoCASA-hal, Nimega Durata: ? - Spettatori: ? | Orion 2   | 3 - 1 | VoCASA 2  | 20-25, 25-23, 25-23, 25-19 |
| 21 ottobre 2023 VoCASA-hal, Nimega Durata: ? - Spettatori: ? | Barchemse | 0 - 3 | Orion 2   | 19-25, 15-25, 19-25        |
| 21 ottobre 2023 VoCASA-hal, Nimega Durata: ? - Spettatori: ? | VoCASA 2  | 3 - 0 | Barchemse | 25-14, 25-18, 25-18        |

###### Classifica
| Pos. | Squadra   | Pt | G | V | P | SV | SP | Ratio | PF  | PS  | Ratio |
| ---- | --------- | -- | - | - | - | -- | -- | ----- | --- | --- | ----- |
| 1    | Orion 2   | 6  | 2 | 2 | 0 | 6  | 1  | 6,000 | 170 | 143 | 1,188 |
| 2    | VoCASA 2  | 4  | 2 | 1 | 1 | 4  | 3  | 1,333 | 165 | 145 | 1,137 |
| 3    | Barchemse | 0  | 2 | 0 | 2 | 0  | 6  | 0,000 | 103 | 150 | 0,686 |

##### Girone G

###### Risultati
| 21 ottobre 2023 Sporthal De Heeg, Maastricht Durata: ? - Spettatori: ? | Skunk  | 1 - 3 | Jokers | 17-25, 15-25, 25-21, 23-25 |
| 21 ottobre 2023 Sporthal De Heeg, Maastricht Durata: ? - Spettatori: ? | Jokers | 3 - 0 | Hovoc  | 25-23, 25-23, 26-24        |
| 21 ottobre 2023 Sporthal De Heeg, Maastricht Durata: ? - Spettatori: ? | Hovoc  | 0 - 3 | Skunk  | 17-25, 21-25, 16-25        |

###### Classifica
| Pos. | Squadra | Pt | G | V | P | SV | SP | Ratio | PF  | PS  | Ratio |
| ---- | ------- | -- | - | - | - | -- | -- | ----- | --- | --- | ----- |
| 1    | Jokers  | 6  | 2 | 2 | 0 | 6  | 1  | 6,000 | 172 | 150 | 1,146 |
| 2    | Skunk   | 4  | 2 | 1 | 1 | 4  | 3  | 1,333 | 155 | 150 | 1,033 |
| 3    | Hovoc   | 0  | 2 | 0 | 2 | 0  | 6  | 0,000 | 124 | 151 | 0,821 |

##### Girone H

###### Risultati
| 21 ottobre 2023 Sporthal De Körref, Meijel Durata: ? - Spettatori: ? | Polaris  | 0 - 3 | Peelpush | 24-26, 16-25, 17-25 |
| 21 ottobre 2023 Sporthal De Körref, Meijel Durata: ? - Spettatori: ? | Pegasus  | 3 - 0 | Polaris  | 25-14, 25-22, 25-21 |
| 21 ottobre 2023 Sporthal De Körref, Meijel Durata: ? - Spettatori: ? | Peelpush | 3 - 0 | Pegasus  | 25-13, 25-18, 25-18 |

###### Classifica
| Pos. | Squadra  | Pt | G | V | P | SV | SP | Ratio | PF  | PS  | Ratio |
| ---- | -------- | -- | - | - | - | -- | -- | ----- | --- | --- | ----- |
| 1    | Peelpush | 6  | 2 | 2 | 0 | 6  | 0  | MAX   | 151 | 106 | 1,424 |
| 2    | Pegasus  | 3  | 2 | 1 | 1 | 3  | 3  | 1,000 | 124 | 132 | 0,939 |
| 3    | Polaris  | 0  | 2 | 0 | 2 | 0  | 6  | 0,000 | 114 | 151 | 0,754 |

##### Girone I

###### Risultati
| 21 ottobre 2023 Topsporthal Tilburg, Tilburg Durata: ? - Spettatori: ? | Next Volley Dordrecht | 0 - 3 | Tilburg               | 26-28, 23-25, 15-25        |
| 21 ottobre 2023 Topsporthal Tilburg, Tilburg Durata: ? - Spettatori: ? | Donki Sjot            | 1 - 3 | Next Volley Dordrecht | 25-20, 20-25, 20-25, 19-25 |
| 21 ottobre 2023 Topsporthal Tilburg, Tilburg Durata: ? - Spettatori: ? | Tilburg               | 3 - 0 | Donki Sjot            | 25-19, 25-23, 25-16        |

###### Classifica
| Pos. | Squadra               | Pt | G | V | P | SV | SP | Ratio | PF  | PS  | Ratio |
| ---- | --------------------- | -- | - | - | - | -- | -- | ----- | --- | --- | ----- |
| 1    | Tilburg               | 6  | 2 | 2 | 0 | 6  | 0  | MAX   | 153 | 122 | 1,254 |
| 2    | Next Volley Dordrecht | 3  | 2 | 1 | 1 | 3  | 4  | 0,750 | 159 | 162 | 0,981 |
| 3    | Donki Sjot            | 1  | 2 | 0 | 2 | 1  | 6  | 0,166 | 142 | 170 | 0,835 |

##### Girone J

###### Risultati
| 15 ottobre 2023 Sporthal De Boog, Krimpen aan den IJssel Durata: ? - Spettatori: ? | Lek en IJssel  | -     | Capelle        | Incontro annullato  |
| 15 ottobre 2023 Sporthal De Boog, Krimpen aan den IJssel Durata: ? - Spettatori: ? | Capelle        | -     | Inter Rijswijk | Incontro annullato  |
| 15 ottobre 2023 Sporthal De Boog, Krimpen aan den IJssel Durata: ? - Spettatori: ? | Inter Rijswijk | 3 - 0 | Lek en IJssel  | 25-16, 25-10, 25-15 |

###### Classifica
| Pos. | Squadra        | Pt                                  | G                                   | V                                   | P                                   | SV                                  | SP                                  | Ratio                               | PF                                  | PS                                  | Ratio                               |
| ---- | -------------- | ----------------------------------- | ----------------------------------- | ----------------------------------- | ----------------------------------- | ----------------------------------- | ----------------------------------- | ----------------------------------- | ----------------------------------- | ----------------------------------- | ----------------------------------- |
| 1    | Inter Rijswijk | 3                                   | 1                                   | 1                                   | 0                                   | 3                                   | 0                                   | MAX                                 | 75                                  | 41                                  | 1,829                               |
| 2    | Lek en IJssel  | 0                                   | 1                                   | 0                                   | 1                                   | 0                                   | 3                                   | 0,000                               | 41                                  | 75                                  | 0,546                               |
| 3    | Capelle        | Esclusa dalla classifica per ritiro | Esclusa dalla classifica per ritiro | Esclusa dalla classifica per ritiro | Esclusa dalla classifica per ritiro | Esclusa dalla classifica per ritiro | Esclusa dalla classifica per ritiro | Esclusa dalla classifica per ritiro | Esclusa dalla classifica per ritiro | Esclusa dalla classifica per ritiro | Esclusa dalla classifica per ritiro |

##### Girone K

###### Risultati
| 21 ottobre 2023 Sporthal Thijs van der Polshal, Woerden Durata: ? - Spettatori: ? | Utrecht          | 3 - 0 | Woerden          | 25-19, 25-17, 25-19        |
| 21 ottobre 2023 Sporthal Thijs van der Polshal, Woerden Durata: ? - Spettatori: ? | Gemini-Kangeroes | 1 - 3 | Utrecht          | 25-20, 15-25, 12-25, 20-25 |
| 21 ottobre 2023 Sporthal Thijs van der Polshal, Woerden Durata: ? - Spettatori: ? | Woerden          | 0 - 3 | Gemini-Kangeroes | 22-25, 21-25, 20-25        |

###### Classifica
| Pos. | Squadra          | Pt | G | V | P | SV | SP | Ratio | PF  | PS  | Ratio |
| ---- | ---------------- | -- | - | - | - | -- | -- | ----- | --- | --- | ----- |
| 1    | Utrecht          | 6  | 2 | 2 | 0 | 6  | 1  | 6,000 | 170 | 127 | 1,338 |
| 2    | Gemini-Kangeroes | 4  | 2 | 1 | 1 | 4  | 3  | 1,333 | 147 | 158 | 0,930 |
| 3    | Woerden          | 0  | 2 | 0 | 2 | 0  | 6  | 0,000 | 118 | 150 | 0,786 |

##### Girone L

###### Risultati
| 21 ottobre 2023 Sporthal de Basis, Sliedrecht Durata: ? - Spettatori: ? | WIK 2        | 0 - 3 | Sliedrecht 2 | 17-25, 19-25, 12-25              |
| 21 ottobre 2023 Sporthal de Basis, Sliedrecht Durata: ? - Spettatori: ? | AVVA         | 3 - 2 | WIK 2        | 25-23, 22-25, 25-21, 17-25, 15-8 |
| 21 ottobre 2023 Sporthal de Basis, Sliedrecht Durata: ? - Spettatori: ? | Sliedrecht 2 | 3 - 0 | AVVA         | 25-22, 25-15, 25-15              |

###### Classifica
| Pos. | Squadra      | Pt | G | V | P | SV | SP | Ratio | PF  | PS  | Ratio |
| ---- | ------------ | -- | - | - | - | -- | -- | ----- | --- | --- | ----- |
| 1    | Sliedrecht 2 | 6  | 2 | 2 | 0 | 6  | 0  | MAX   | 150 | 100 | 1,500 |
| 2    | AVVA         | 3  | 2 | 1 | 1 | 3  | 5  | 0,600 | 156 | 177 | 0,881 |
| 3    | WIK 2        | 2  | 2 | 0 | 2 | 2  | 6  | 0,333 | 150 | 179 | 0,837 |

##### Girone M

###### Risultati
| 21 ottobre 2023 Sporthal Kees Boekehal, Bilthoven Durata: ? - Spettatori: ? | Spaarnestad | -     | Zaanstad    | Incontro annullato  |
| 21 ottobre 2023 Sporthal Kees Boekehal, Bilthoven Durata: ? - Spettatori: ? | Zaanstad    | 3 - 0 | Irene       | 25-15, 25-23, 25-23 |
| 21 ottobre 2023 Sporthal Kees Boekehal, Bilthoven Durata: ? - Spettatori: ? | Irene       | -     | Spaarnestad | Incontro annullato  |

###### Classifica
| Pos. | Squadra     | Pt                                  | G                                   | V                                   | P                                   | SV                                  | SP                                  | Ratio                               | PF                                  | PS                                  | Ratio                               |
| ---- | ----------- | ----------------------------------- | ----------------------------------- | ----------------------------------- | ----------------------------------- | ----------------------------------- | ----------------------------------- | ----------------------------------- | ----------------------------------- | ----------------------------------- | ----------------------------------- |
| 1    | Zaanstad    | 3                                   | 1                                   | 1                                   | 0                                   | 3                                   | 0                                   | MAX                                 | 75                                  | 61                                  | 1,229                               |
| 2    | Irene       | 0                                   | 1                                   | 0                                   | 1                                   | 0                                   | 3                                   | 0,000                               | 61                                  | 75                                  | 0,813                               |
| 3    | Spaarnestad | Esclusa dalla classifica per ritiro | Esclusa dalla classifica per ritiro | Esclusa dalla classifica per ritiro | Esclusa dalla classifica per ritiro | Esclusa dalla classifica per ritiro | Esclusa dalla classifica per ritiro | Esclusa dalla classifica per ritiro | Esclusa dalla classifica per ritiro | Esclusa dalla classifica per ritiro | Esclusa dalla classifica per ritiro |

##### Girone N

###### Risultati
| 21 ottobre 2023 Sporthal De Bunt, Soest Durata: ? - Spettatori: ? | Sovoco | 3 - 2 | Taurus | 22-25, 25-12, 25-21, 19-25, 15-8 |

###### Classifica
| Pos. | Squadra | Pt | G | V | P | SV | SP | Ratio | PF  | PS  | Ratio |
| ---- | ------- | -- | - | - | - | -- | -- | ----- | --- | --- | ----- |
| 1    | Sovoco  | 3  | 1 | 1 | 0 | 3  | 2  | 1,500 | 106 | 91  | 1,164 |
| 2    | Taurus  | 2  | 1 | 0 | 1 | 2  | 3  | 0,666 | 91  | 106 | 0,858 |

##### Girone O

###### Risultati
| 21 ottobre 2023 IJsselhallen, IJsselstein Durata: ? - Spettatori: ? | VIVES   | 0 - 2 | Alterno | 22-25, 24-26        |
| 21 ottobre 2023 IJsselhallen, IJsselstein Durata: ? - Spettatori: ? | Alterno | 0 - 2 | Keistad | 22-25, 16-25        |
| 21 ottobre 2023 IJsselhallen, IJsselstein Durata: ? - Spettatori: ? | Keistad | 1 - 2 | VIVES   | 21-25, 25-20, 11-15 |

###### Classifica
| Pos. | Squadra | Pt | G | V | P | SV | SP | Ratio | PF  | PS  | Ratio |
| ---- | ------- | -- | - | - | - | -- | -- | ----- | --- | --- | ----- |
| 1    | Keistad | 3  | 2 | 1 | 1 | 3  | 2  | 1,500 | 107 | 98  | 1,091 |
| 2    | Alterno | 2  | 2 | 1 | 1 | 2  | 2  | 1,000 | 89  | 96  | 0,927 |
| 3    | VIVES   | 2  | 2 | 1 | 1 | 2  | 3  | 0,666 | 106 | 108 | 0,981 |

#### Terzo turno
| 22 novembre 2023 Sporthal Trasselt, Hoogeveen Durata: ? - Spettatori: ?      | Olhaco       | 0 - 3 | Zaanstad           | 27-29, 21-25, 20-25        |
| 23 novembre 2023 Galgenwaard Sportcentrum, Utrecht Durata: ? - Spettatori: ? | Utrecht      | 1 - 3 | ZVH                | 16-25, 14-25, 30-28, 17-25 |
| 28 novembre 2023 Sporthal De Beemden, Bedum Durata: ? - Spettatori: ?        | DIO Bedum    | 3 - 0 | Keistad            | 27-25, 25-16, 26-24        |
| 2 dicembre 2023 Sporthal Olympus, Assen Durata: ? - Spettatori: ?            | Sudosa-Desto | 3 - 1 | Peelpush           | 25-21, 25-23, 17-25, 25-22 |
| 2 dicembre 2023 Sporthal de Basis, Sliedrecht Durata: ? - Spettatori: ?      | Sliedrecht 2 | 3 - 0 | Inter Rijswijk     | 25-20, 25-16, 25-13        |
| 2 dicembre 2023 Topsporthal Tilburg, Tilburg Durata: ? - Spettatori: ?       | Tilburg      | 1 - 3 | Orion 2            | 16-25, 24-26, 25-20, 21-25 |
| 2 dicembre 2023 Sporthal De Bunt, Soest Durata: ? - Spettatori: ?            | Sovoco       | 3 - 1 | Dynamo Apeldoorn 2 | 25-23, 25-19, 22-25, 25-19 |
| 2 dicembre 2023 Sporthal De Heeg, Maastricht Durata: ? - Spettatori: ?       | Jokers       | 3 - 1 | Madjoe             | 25-18, 25-21, 22-25, 25-22 |

### Fase finale
|  | Ottavi di finale | Ottavi di finale |            |              | Quarti di finale | Quarti di finale |  |  | Semifinali | Semifinali | Semifinali |  |  | Finale | Finale |  |
|  |                  |                  |            |              |                  |                  |  |  |            |            |            |  |  |        |        |  |
|  | Orion 2          | 3                |            |              |                  |                  |  |  |            |            |            |  |  |        |        |  |
|  | Orion 2          | 3                |            |              |                  |                  |  |  |            |            |            |  |  |        |        |  |
|  | ZVH              | 1                |            |              |                  |                  |  |  |            |            |            |  |  |        |        |  |
|  | ZVH              | 1                |            | Orion 2      | 0                |                  |  |  |            |            |            |  |  |        |        |  |
|  |                  |                  |            | Orion 2      | 0                |                  |  |  |            |            |            |  |  |        |        |  |
|  |                  |                  | Orion      | 3            |                  |                  |  |  |            |            |            |  |  |        |        |  |
|  | Orion            | 3                | Orion      | 3            |                  |                  |  |  |            |            |            |  |  |        |        |  |
|  | Orion            | 3                |            |              |                  |                  |  |  |            |            |            |  |  |        |        |  |
|  | Huizen           | 0                |            |              |                  |                  |  |  |            |            |            |  |  |        |        |  |
|  | Huizen           | 0                |            | Orion        | 1                | 315              |  |  |            |            |            |  |  |        |        |  |
|  |                  |                  |            |              |                  |                  |  |  |            |            |            |  |  |        |        |  |
|  |                  |                  | Lycurgus   | 3            | 18               |                  |  |  |            |            |            |  |  |        |        |  |
|  | Zaanstad         | 1                | Lycurgus   | 3            | 18               |                  |  |  |            |            |            |  |  |        |        |  |
|  | Zaanstad         | 1                |            |              |                  |                  |  |  |            |            |            |  |  |        |        |  |
|  | VoCASA           | 3                |            |              |                  |                  |  |  |            |            |            |  |  |        |        |  |
|  | VoCASA           | 3                |            | VoCASA       | 1                |                  |  |  |            |            |            |  |  |        |        |  |
|  |                  |                  |            | VoCASA       | 1                |                  |  |  |            |            |            |  |  |        |        |  |
|  |                  |                  | Lycurgus   | 3            |                  |                  |  |  |            |            |            |  |  |        |        |  |
|  | Jokers           | 0                | Lycurgus   | 3            |                  |                  |  |  |            |            |            |  |  |        |        |  |
|  | Jokers           | 0                |            |              |                  |                  |  |  |            |            |            |  |  |        |        |  |
|  | Lycurgus         | 3                |            |              |                  |                  |  |  |            |            |            |  |  |        |        |  |
|  | Lycurgus         | 3                |            | Orion        | 3                |                  |  |  |            |            |            |  |  |        |        |  |
|  |                  |                  |            |              |                  |                  |  |  |            |            |            |  |  |        |        |  |
|  |                  |                  | Limax      | 0            |                  |                  |  |  |            |            |            |  |  |        |        |  |
|  | Sudosa-Desto     | 1                | Limax      | 0            |                  |                  |  |  |            |            |            |  |  |        |        |  |
|  | Sudosa-Desto     | 1                |            |              |                  |                  |  |  |            |            |            |  |  |        |        |  |
|  | Sliedrecht 2     | 3                |            |              |                  |                  |  |  |            |            |            |  |  |        |        |  |
|  | Sliedrecht 2     | 3                |            | Sliedrecht 2 | 0                |                  |  |  |            |            |            |  |  |        |        |  |
|  |                  |                  |            | Sliedrecht 2 | 0                |                  |  |  |            |            |            |  |  |        |        |  |
|  |                  |                  | Limax      | 3            |                  |                  |  |  |            |            |            |  |  |        |        |  |
|  | Dynamo Apeldoorn | 0                | Limax      | 3            |                  |                  |  |  |            |            |            |  |  |        |        |  |
|  | Dynamo Apeldoorn | 0                |            |              |                  |                  |  |  |            |            |            |  |  |        |        |  |
|  | Limax            | 3                |            |              |                  |                  |  |  |            |            |            |  |  |        |        |  |
|  | Limax            | 3                |            | Limax        | 3                | 3                |  |  |            |            |            |  |  |        |        |  |
|  |                  |                  |            |              |                  |                  |  |  |            |            |            |  |  |        |        |  |
|  |                  |                  | Sliedrecht | 0            | 1                |                  |  |  |            |            |            |  |  |        |        |  |
|  | DIO Bedum        | 1                | Sliedrecht | 0            | 1                |                  |  |  |            |            |            |  |  |        |        |  |
|  | DIO Bedum        | 1                |            |              |                  |                  |  |  |            |            |            |  |  |        |        |  |
|  | SSS              | 3                |            |              |                  |                  |  |  |            |            |            |  |  |        |        |  |
|  | SSS              | 3                |            | SSS          | 0                |                  |  |  |            |            |            |  |  |        |        |  |
|  |                  |                  |            | SSS          | 0                |                  |  |  |            |            |            |  |  |        |        |  |
|  |                  |                  | Sliedrecht | 3            |                  |                  |  |  |            |            |            |  |  |        |        |  |
|  | Sovoco           | 1                | Sliedrecht | 3            |                  |                  |  |  |            |            |            |  |  |        |        |  |
|  | Sovoco           | 1                |            |              |                  |                  |  |  |            |            |            |  |  |        |        |  |
|  | Sliedrecht       | 3                |            |              |                  |                  |  |  |            |            |            |  |  |        |        |  |

#### Ottavi di finale
| 12 dicembre 2023 Topsporthal Achterhoek, Doetinchem Durata: ? - Spettatori: ?       | Orion 2          | 3 - 1 | ZVH          | 15-25, 25-21, 25-18, 25-19 |
| 23 dicembre 2023 Topsporthal Achterhoek, Doetinchem Durata: ? - Spettatori: ?       | Orion            | 3 - 0 | Huizen       | 25-16, 25-18, 25-12        |
| 10 gennaio 2024 Topsportcentrum De Koog, Koog aan de Zaan Durata: ? - Spettatori: ? | Zaanstad         | 1 - 3 | VoCASA       | 25-22, 20-25, 24-26, 18-25 |
| 23 dicembre 2024 Sporthal De Heeg, Maastricht Durata: ? - Spettatori: ?             | Jokers           | 0 - 3 | Lycurgus     | 19-25, 16-25, 17-25        |
| 6 gennaio 2024 Sporthal Olympus, Assen Durata: ? - Spettatori: ?                    | Sudosa-Desto     | 1 - 3 | Sliedrecht 2 | 21-25, 24-26, 25-13, 26-28 |
| 23 dicembre 2023 Omnisport Apeldoorn, Apeldoorn Durata: ? - Spettatori: ?           | Dynamo Apeldoorn | 0 - 3 | Limax        | 15-25, 24-26, 22-25        |
| 23 dicembre 2023 Sporthal de Beemden, Bedum Durata: ? - Spettatori: ?               | DIO Bedum        | 1 - 3 | SSS          | 21-25, 25-22, 28-30, 17-25 |
| 23 dicembre 2023 Sporthal De Bunt, Soest Durata: ? - Spettatori: ?                  | Sovoco           | 1 - 3 | Sliedrecht   | 16-25, 25-21, 19-25, 18-25 |

#### Quarti di finale
| 21 gennaio 2024 Topsporthal Achterhoek, Doetinchem Durata: ? - Spettatori: ? | Orion 2      | 0 - 3 | Orion      | 26-28, 10-25, 16-25        |
| 24 gennaio 2024 VoCASA-hal, Nimega Durata: ? - Spettatori: ?                 | VoCASA       | 1 - 3 | Lycurgus   | 25-19, 19-25, 20-25, 20-25 |
| 25 gennaio 2024 Sporthal de Basis, Sliedrecht Durata: ? - Spettatori: ?      | Sliedrecht 2 | 0 - 3 | Limax      | 10-25, 20-25, 19-25        |
| 23 gennaio 2024 De Meerwaarde, Barneveld Durata: ? - Spettatori: ?           | SSS          | 0 - 3 | Sliedrecht | 16-25, 23-25, 32-34        |

#### Semifinali

##### Andata
| 10 febbraio 2024 MartiniPlaza, Groninga Durata: ? - Spettatori: ?        | Lycurgus   | 3 - 1 | Orion | 25-23, 16-25, 25-22, 25-22 |
| 10 febbraio 2024 Sporthal De Basis, Sliedrecht Durata: ? - Spettatori: ? | Sliedrecht | 0 - 3 | Limax | 11-25, 21-25, 15-25        |

##### Ritorno
| 11 febbraio 2024 Topsporthal Achterhoek, Doetinchem Durata: ? - Spettatori: ?      | Orion | 3 - 1 | Lycurgus   | 25-16, 22-25, 25-22, 30-28 Golden set: 15-8 |
| 11 febbraio 2024 Sporthal De Roerparel, Sint Odiliënberg Durata: ? - Spettatori: ? | Limax | 3 - 1 | Sliedrecht | 25-23, 23-25, 25-22, 25-14                  |

#### Finale
| 1º aprile 2024 Maaspoort, 's-Hertogenbosch Durata: ? - Spettatori: ? | Orion | 3 - 0 | Limax | 25-19, 25-20, 25-18 |